# Hetland (Noorwegen)
Hetland is een voormalige gemeente in de provincie Rogaland in het zuidwesten van Noorwegen. De gemeente werd gevormd in 1834 en heeft bestaan tot 1965. De oorspronkelijke gemeente lag in een boog rondom de stad Stavanger. In 1922 werd Randaberg afgesplitst als zelfstandige gemeente. In de loop der jaren werden grotere en kleinere delen toegevoegd aan de groeiende stad Stavanger. Wat nog over was werd in 1965 verdeeld over Stavanger en Sandnes.
De naam Hetland leeft nog voort als parochie die nu deel uitmaakt van de stad Stavanger. De parochiekerk, ook Frue kirke genoemd, werd gebouwd in 1854.